# Trikuharriak
Trikuharriak es un cortometraje dirigido por Pello Varela estrenado en 1984.
Es el primer cortometraje del cineasta alavés.

## Premios
- Premio Cine Vasco Ciudad de Vitoria

- Datos: Q2835146